# Хэнё
Хэнё (дословно женщина моря) — в Корее профессиональная ныряльщица, зарабатывающая на жизнь добычей моллюсков и других деликатесов с морского дна. Наиболее известны ныряльщицы южнокорейского острова Чеджудо. В настоящее время в связи с трансформациями в южнокорейской экономике и образе жизни корейцев профессия хэнё является вымирающей, оставаясь при этом значимым элементом культуры и одной из туристических достопримечательностей острова Чеджудо. В 1960-е годы численность хэнё на Чеджудо достигала 30 тысяч, однако в начале XXI века здесь осталось не более 5 тысяч хэнё, причём большинству было более 60 лет.

## Описание

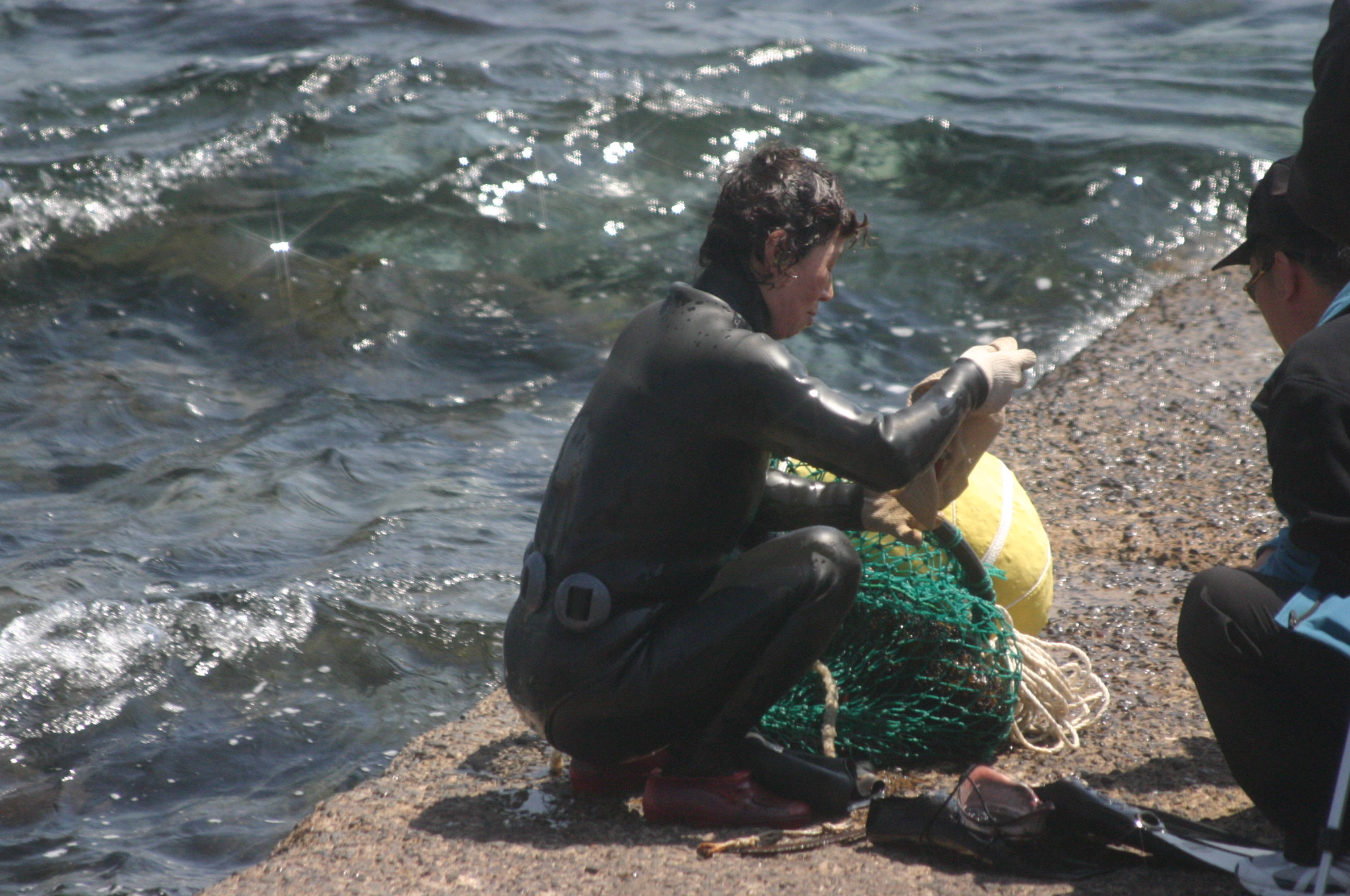
Хэнё продаёт свой улов на берегу острова Чеджудо

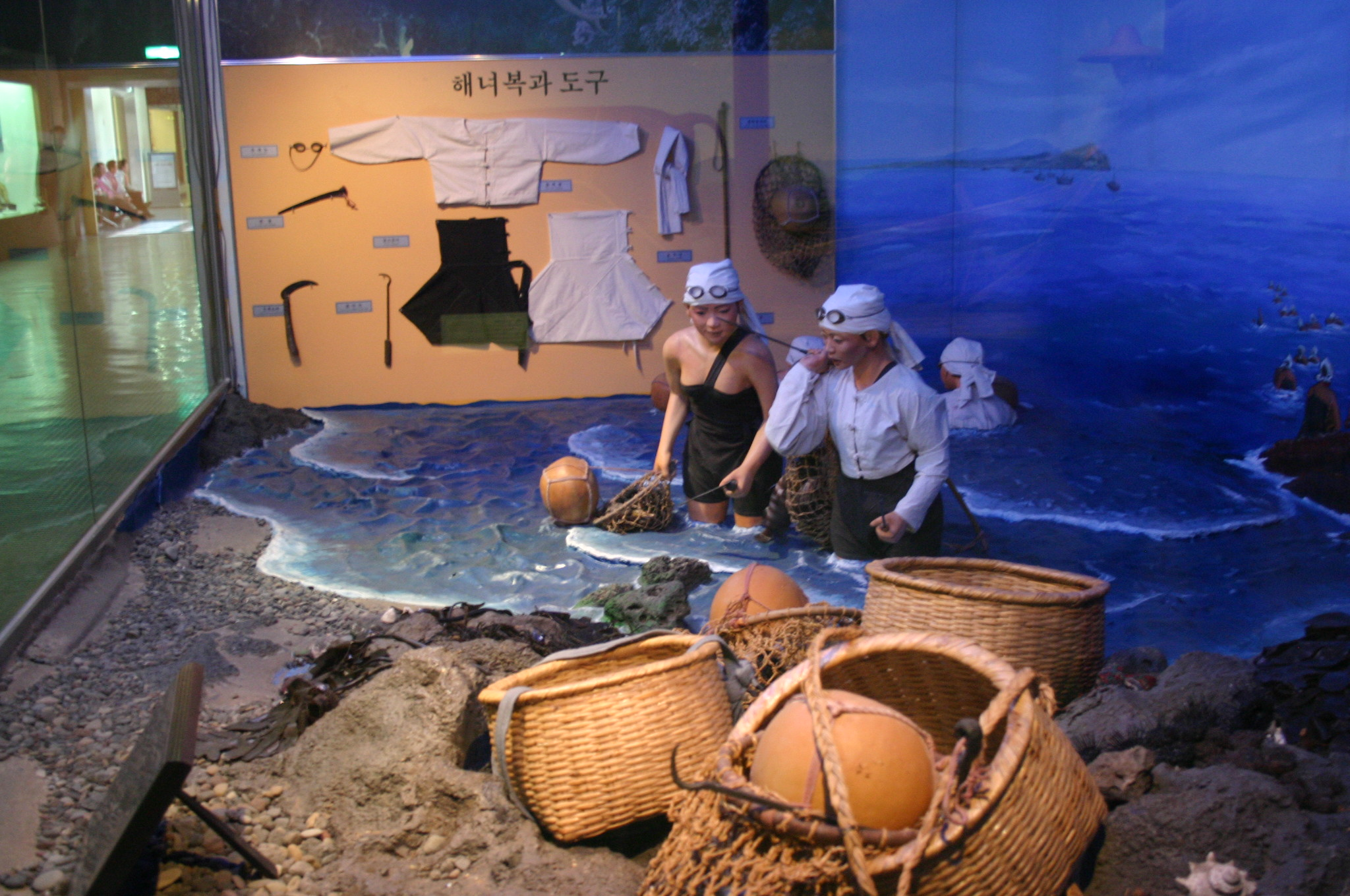
Хэнё прошлого в музее острова Чеджудо

Большинство хэнё погружается на глубину около 3-5 метров, однако лучшие ныряльщицы работают на глубинах до 20 метров. Никакого специального оборудования хэнё не используют, за исключением гидрокостюма и маски для ныряния. Работают в группах, задерживая дыхание при погружении на несколько минут. Во главе группы стоит самая опытная ныряльщица. Основной улов — различные морские беспозвоночные, считающиеся деликатесом в странах Восточной Азии, а также пищевые водоросли. Орудия труда ныряльщиц — металлические скребки, с помощью которых они собирают улов с вулканических камней прибрежной полосы острова в специальные корзины.

## История
Точное время появления профессии хэнё неизвестно, однако документальные свидетельства об их существовании относятся к XVII веку. Одно из первых описаний ныряльщиц с Чеджудо принадлежит голландскому путешественнику Хендрику Хамелу, который провёл со своей командой 13 лет в Корее после кораблекрушения, произошедшего в 1653 году.
Работа по сбору морепродуктов в средневековой Корее считалась одной из наименее престижных профессий. Занимались ею только женщины, многие из которых были единственными кормильцами в семье. Правительство династии Чосон облагало хэнё податями, которые выплачивались из их улова. Лишь часть добываемой продукции шла в пищу. В эпоху японского колониального управления положение хэнё несколько улучшилось, поскольку собираемые ими морепродукты высоко ценились японскими гурманами. В начале XX века численность хэнё превысила 10 тысяч человек. Экспорт в Японию рос и в 1960-х годах культура хэнё достигла своего расцвета. В то время эту профессию выбрало 20 % жительниц Чеджудо.
Однако начиная с 1970-х годов начался закат профессии хэнё. Среди причин заката отмечают общее повышение уровня жизни в стране, перепрофилирование сельского хозяйства острова на выращивание мандаринов и коневодство, развитие туризма, а также создание ферм, занимающихся выращиванием водорослей. Хэнё не смогли приспособиться к этим изменениям и их численность пошла на спад, поскольку молодые женщины острова перестали выбирать для себя эту профессию.

## Современность
В начале XXI века хэнё считаются вымирающей профессией. За 50 лет их численность сократилась вшестеро, большинство из них старше 60 лет. Из основы экономики острова хэнё превратились в туристическую достопримечательность. Правительство Южной Кореи заботится о сохранении культуры хэнё, в частности, в 2006 году на Чеджудо был открыт музей хэнё, создана специальная школа, в которой можно обучиться профессии ныряльщицы — бесплатный курс обучения длится 4 месяца.